# Triennium
Ein Triennium ist ein Zeitraum von drei Jahren. Im Besonderen bezeichnet das Triennium academicum eine Studiendauer von drei akademischen Jahren (sechs Semestern).

## Geschichte und Bedeutung
Im Laufe der Neuzeit wurde das triennium academicum zu einer verpflichtenden Mindeststudienzeit und Voraussetzung für die Ablegung von Staatsprüfungen. Dies geschah zuerst in Preußen. Ausdrücklich angeordnet wurde das Triennium durch die zunächst nur auf die Universität Halle bezügliche königliche Kabinettsorder vom 7. April 1804: „Ich genehmige die Dauer des Universitätstudii auf drei Jahre.“ Dieselbe Bestimmung wurde später auf alle preußischen Landesuniversitäten ausgedehnt. In einer Verfügung vom 19. März 1819 an die Königlichen Konsistorien und Provinzial-Schulkollegien heißt es: „Durch einen Befehl Sr. Maj. des Königs v. 7. Apr. 1804 ist die Dauer des Universitätstudii auf 3 Jahre festgesetzt, die genaue Beobachtung dieser Frist nächstdem allen Staats-Prüfungsbehörden zur Pflicht gemacht, denselben vorgeschrieben, Keinen zu den ersten Staatsprüfungen zuzulassen, der nicht entweder das triennium academicum ganz absolvirt, oder den Erlass eines Theils desselben von dem Chef des Departements, bei welchem er sich prüfen lassen will, erlangt hat; endlich ist zur Erwerbung dieses Erlasses eine bei der Facultät, zu welcher der Studirende gehört, wohlbestandne Prüfung und ein darüber erhaltnes Zeugniss als wesentliche Bedingung gefordert worden.“ Zwar gab es im Laufe des 19. Jahrhunderts immer wieder Diskussionen, ob eine verpflichtende vierjährige Studiendauer (Quadriennium) wie beim Medizinstudium nicht zweckmäßiger sei, aber das Triennium blieb Mindestvoraussetzung für geisteswissenschaftliche Promotionen, das höhere Lehramt, Geistliche und Juristen.

## Staatskirchenrecht
Seit dem Kulturkampf fand die staatlich geforderte Pflicht, ein Triennium des Theologiestudiums an einer staatlichen Hochschule zu verbringen, Eingang in das deutsche Staatskirchenrecht durch zahlreiche Staatskirchenverträge mit evangelischen Landeskirchen wie den Loccumer Vertrag und Konkordate mit dem Heiligen Stuhl. Im Geltungsbereich des Preußenkonkordats etwa dürfen bestimmte diözesane Ämter nicht an Absolventen von Ordenshochschulen vergeben werden. Das Erfordernis zum Studium an einer staatlichen Hochschule war das Gegenstück zur staatlichen Bestandsgarantie der theologischen Fakultäten. Sie ist in der neueren 3. Generation der Staatskirchenverträge, angefangen mit dem Wittenberger Vertrag, jedoch nicht mehr enthalten. Die Evangelische Kirche in Deutschland (EKD) vertritt heute die Ansicht, dass die vertragliche Verpflichtung gegenüber dem Staat auf bestimmte Eingangsvoraussetzungen für das Pfarramt nicht mit der Ämterhoheit der Kirche zu vereinbaren ist.